# Zappeion

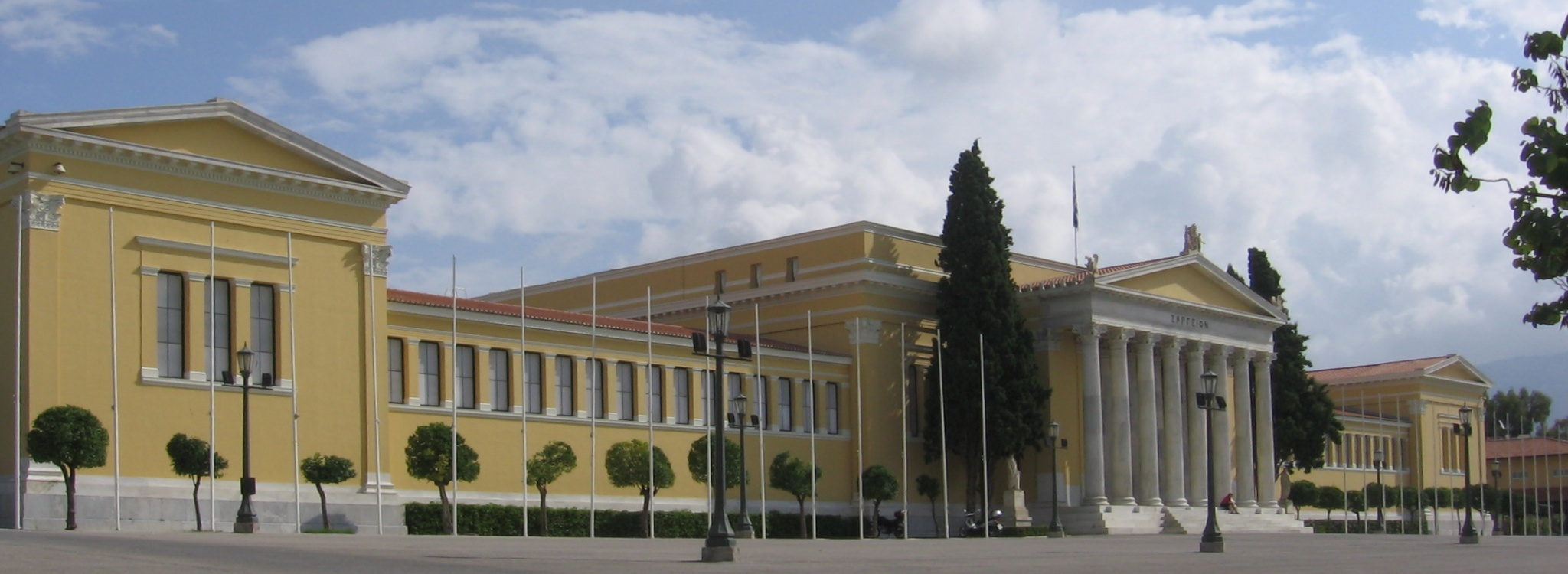
Zappeion w Atenach

Zappeion, Zappio (gr.: Ζάππειο, katharewusa: Ζάππειον) – budynek w ateńskim ogrodzie Narodowym (dawniejszych Ogrodach Królewskich), wybudowany w latach 1874–1888 według projektu duńskiego architekta Theophila Hansena, z inicjatywy greckiego patrioty i filantropa Ewangelisa Zappasa, sformułowanej jeszcze w latach 50. XIX wieku.
Wykorzystywany był podczas Igrzysk Olimpijskich w 1896 jako główna hala do walk szermierczych, później podczas nieoficjalnych igrzysk w 1906 jako element wioski olimpijskiej.
Obecnie urządzone jest w nim Centrum Wystawowo-Kongresowe.